# Unomedical
Unomedical är ett danskt företag som specialiserar sig inom medicinsk utrustning. Koncernen har 4700 anställda över hela världen och ägs av Nordic Capital.
Företaget utvecklar bland annat infusionsset och inriktar sig på att utveckla engångsprodukter för båda patienter och sjukhuspersonal.